# Franco Bonvicini
Franco Bonvicini (Módena, 31 de marzo de 1941 - Bolonia, 10 de diciembre de 1995), también conocido como Bonvi, era un historietista italiano conocido por ser el creador de tiras cómicas como las de Nick Carter o Sturmtruppen.

## Biografía
Bonvicini nació en Módena, en la región de Emilia-Romaña de Italia del Norte. Después de una breve experiencia en la publicidad, hizo su estreno en el mundo de tiras cómicas en 1968 para el periódico Paese Será con su tira más famosa Sturmtruppen. La cual, más tarde, fue traducida en numerosos países fuera de Italia. Mientras políticamente se alineaba con la izquierda y el pacifismo, Bonvi fue fascinándose por la guerra habiendo servido en el cuerpo de tanques, entre 1962 y 1963, como subteniente en Caserta. Además poseía un conocimiento enciclopédico de los uniformes de la Wehrmacht, de sus armas y equipos, que fielmente recreó en su universo de cómics. Cada arma y vehículo que aparece en las tiras son verdaderos; los uniformes también son fielmente representados aparte de algunas simplificaciones. Sturtruppen, sin embargo, era no sólo una sátira de la vida militar y el nazismo, sino también una ironía con infinitas situaciones cómicas y surrealistas. Bonvicini fue también uno de los primeros dibujantes italianos en usar el formato horizontal típico de las tiras de los Estados Unidos. Sturmtruppen fue publicada hasta la muerte de Bonvi, a excepción de una pausa en los años 1970, en la cual él se fue de Italia para un viaje largo a África.
Bonvicini era amigo de otro ciudadano famoso de Módena, el escritor y el cantante Francesco Guccini. Como un dúo, produjeron una serie de ciencia ficción llamada Storie dello spazio profondo (1972), cuyo protagonista principal tiene los rasgos de Bonvi. En 1969 crea Cattivik, otra tira surrealista parodiando a los antihéroes del Fumetto Nero como Diabolik o Satanik. La serie fue continuada con éxito por su pupilo Guido Silvestri, más conocido como Silver. Pero su creación más conocida vio la luz en 1971 con la colaboración con el escritor Guido De Maria: Nick Carter, una serie en la que destaca un trío de detectives que trabajan en la Nueva York de los años 1910. Nick Carter apareció también en la televisión en los años 1970.
En esta década Bonvi creó una serie de ciencia ficción adulta, Cronache del dopobomba destacando un grotesco mundo postapocalíptico, así como Milo Marat y su cómic más serio, L'uomo di Tsu-Sima, publicado en la serie Un uomo un'avventura. Para su último protagonista Bonvi usó otra vez su cara como ya hizo el autor americano Jack London, uno de sus escritores favoritos. En 1973 Bonvicini recibió el premio como el Mejor Dibujante europeo.
En los años 1980 Bonvi se hizo miembro del consejo municipal de Bolonia en las filas del Partido Comunista Italiano y funda una editorial con el experto musical Red Ronnie. Publica entonces una revista mensual con nuevas tiras de Sturmtruppen y reimpresiones de viejas historias, así como artículos sobre música y tiras cómicas en general.
Sus últimos trabajos fueron La città y Maledetta Galassia!, en colaboración con Giorgio Cavazzano, publicados en la serie I grandi comici del fumetto por la editorial Bonelli póstumamente, porque falleció en diciembre de 1995, en Bolonia, en accidente de coche.

## Obra
- Sturmtruppen (1968)
- Incubi di provincia (1968)
- Cattivik (1969)
- Capitan Posapiano (1969)
- Storie dello spazio profondo (1970), con Francesco Guccini
- Nick Carter (1972), con Guido De Maria, Silver y Claudio Onesti
- Cronache del dopobomba (1973)
- L'Uomo di Tsushima (1978)
- Marzolino Tarantola (1979)
- Truppen Italien (1995), una versión de Sturmtruppen en colaboración con el Ejército Italiano
- Blob (1995, sin publicar)

## Cine
- Guion (coescrito) para la adaptación al cine de Sturmtruppen en 1977, dirigida por Salvatore Samperi.
- Guion (coescrito) para la película Sturmtruppen 2 - Tutti al fronte de 1982, dirigida por Salvatore Samperi.
- Cameo en la película Sturmtruppen.

## Sitio oficial
- Bonvi.it (en italiano) Archivado el 24 de octubre de 2007 en Wayback Machine.

## Fuente
- El contenido de esta página es una traducción de la página Franco Bonvicini de la Wikipedia en inglés, licenciada bajo la GFDL

- Datos: Q719104